# Cicynethus decoratus
Cicynethus decoratus is een spinnensoort uit de familie van de mierenjagers (Zodariidae).
De wetenschappelijke naam van de soort werd in 1952 als Chariobas decoratus gepubliceerd door Reginald Frederick Lawrence.